# Мирамонти (Фиренца)
Мирамонти је насеље у Италији у округу Фиренца, региону Тоскана.
Према процени из 2011. у насељу је живело 64 становника. Насеље се налази на надморској висини од 570 м.